# Златна малинка 2012
Тридесет и втората церемония по връчване на наградите „Златна малинка“ се провежда на 1 април 2012 г. Номинациите са обявени на 25 февруари същата година. Американският актьор Адам Сандлър е рекордьор с 11 номинации за роли и участие в продукцията на номинирани филми.

## Номинирани и наградени

### Най-лош филм
- Джак и Джил
- Bucky Larson: Born to Be a Star
- Новогодишна нощ
- Трансформърс 3
- Здрач: Зазоряване - Част 1

### Най-лош актьор
- Адам Сандлър – Джак и Джил (в ролята на Джак) и Жена назаем
- Ръсел Бранд – Артър
- Никълъс Кейдж – С мръсна газ, Сезонът на вещиците и Мръсна игра
- Тейлър Лотнър – Отвличане и Здрач: Зазоряване - Част 1
- Ник Суордсън – Bucky Larson: Born to Be a Star

### Най-лоша актриса
- Адам Сандлър (в ролята на Джил) – Джак и Джил
- Мартин Лоурънс (в ролята на Голямата мама) – Агент ХХL 3: Еволюция
- Сара Пейлин (като самата себе си) – The Undefeated
- Сара Джесика Паркър – Скъпа, няма не мога и Новогодишна нощ
- Кристен Стюарт – Здрач: Зазоряване - Част 1

### Най-лош актьор в поддържаща роля
- Ал Пачино – Джак и Джил
- Патрик Демпси – Трансформърс 3
- Джеймс Франко – Ваше Височество
- Кен Джонг – Агент ХХL 3: Еволюция, Ергенският запой: Част II, Трансформърс 3 и Опашати сватовници
- Ник Суордсън – Джак и Джил и Жена назаем

### Най-лоша актриса в поддържаща роля
- Дейвид Спейд (в ролята на Моника) – Джак и Джил
- Кейти Холмс – Джак и Джил
- Роузи Хънтингтън-Уайтли – Трансформърс 3
- Брандън Джаксън (в ролята на Шармейн) – Агент ХХL 3: Еволюция
- Никол Кидман – Жена назаем